# Hidden and Dangerous 2
Hidden and Dangerous 2 é um jogo eletrônico de tiro tático desenvolvido pela Illusion Softworks e publicado pela Gathering of Developers, sendo lançado em 2003 para Microsoft Windows.
O jogo se passa no período da Segunda Guerra Mundial, foi desenvolvido no motor de jogo LS3D, o mesmo utilizado no jogo Mafia, podendo ser jogado em primeira ou terceira pessoa, em cenário aberto, ainda sendo possível a utilização de veículos e um modo multijogador para até 99 jogadores.
Em 2004 o jogo ganhou a expansão Hidden and Dangerous 2: Sabre Squadron, com nove novos mapas para um jogador e sete novos mapas para multijodadores.